# 梁凤君
梁凤君（1910年—1985年9月），山东莱阳市赤山乡史家疃村人。中华人民共和国政治人物。

## 生平
抗日战争爆发后，参加了八路军游击队。1938年8月，加入中国共产党。他与王言烈、郭庆德等人在龙门山区成立抗日游击队，开展游击。以这支游击队为基础，后来成立了莱东县大队，后改编为莱东独立营。1941年2月，成立莱东行署，他任县大队副大队长。后任县武委会主任、县武装部部长、县人民武装指挥部指挥等职。1949年3月至1955年6月任莱阳县县长。1955年7月后，他先后任中共莱阳地委政法部副部长，中共莱阳县委书记处书记，政协莱阳县委副主席等职。1965年8月退休，后改为离休。1985年9月病故。